# アゲシポリス1世
アゲシポリス1世（古希: ἈγησίπολιςΑ'、古代ギリシア語ラテン翻字: Agesipolis I、？ - 紀元前380年、在位：紀元前394年 - 紀元前380年）はアギス朝のスパルタ王である。

## 即位からコリントス戦争まで
アゲシポリス1世は先代の王パウサニアスの子で、次代の王クレオンブロトス1世の兄である。アゲシポリスは紀元前394年に父王がテゲアに亡命したために王位に就き、それから15年間君臨した。王位についた頃のアゲシポリスは未成年だったため、近親のアリストデモスの後見を受けた。
アゲシポリスが王位に就いた頃、テバイ、アテナイ、コリントス、アルゴスは反スパルタ同盟を締結し、スパルタとの戦争（コリントス戦争）が勃発した（同盟の成立の幾分かはペルシアの太守ティトラウステスの手による）。そこでスパルタ政府は小アジアに遠征していたエウリュポン朝の王アゲシラオス2世を呼び戻し、事に当たらせた。
紀元前389年、相応の年齢に達した年齢に達したアゲシポリスはアルゴスへ侵攻し、アルゴスは彼の進軍を同民族間の父祖伝来の休戦条約を口実とした休戦によって止めようとしたが、アゲシポリスはそれを容れず荒らしまわった。これにはかつてアルゴスに進行したアゲシラオスよりもさらに奥深く進もうという対抗意識もあった。しかし、地震に遭い、さらに雷に打たれ数人が死亡したためアゲシポリスは撤兵した。
紀元前385年、スパルタはコリントス戦争中の敵対行為のためにマンティネイアに侵攻し、遠征軍の指揮を執ったアゲシポリスは水攻めによってマンティネイアを降伏させ、住民を四つの村落に分散させて移住させた。また、この戦いでは後にスパルタを打倒することになるテバイ人エパメイノンダスとペロピダスも参加しており、ペロピダスが危うく死にかけたところをエパメイノンダスが身を挺して救った。

## オリュントス戦争から死まで
紀元前382年の初め、スパルタにマケドニア王国のアミュンタス3世からオリュントスに対する戦いへの協力を頼まれ、トラキアへの勢力拡大を目論んでいたスパルタはそれを引き受けた。当初戦いはあまりうまくいかなかったが、第二次遠征（紀元前381年）の敗北とテレウティアスの死後アゲシポリスが軍の指揮を執った。紀元前380年に彼はマケドニアを経由してオリュントスへ向い、オリュントスの領土を荒らしまわった。しかし、軍事的成功の最中彼は熱病を患い、その七日後、彼はパレネ半島のアピュティスで死んだ。彼の遺体は保存のために蜜を塗られて埋葬のためにスパルタへと輸送された。
アゲシポリスの同盟諸国への寛容な政策はアゲシラオス進出的で攻撃的な政策とは正反対であったが、彼はアゲシラオス親しく付き合い、年長として誠実に尊重した。王位は弟のクレオンブロトスが継いだ。

## 註
1. ↑  パウサニアス, III. 5. 7
2. ↑  クセノポン, IV. 2. 9
3. ↑  クセノポン, IV. 27. 3
4. ↑  パウサニアス, III. 5. 8
5. ↑  クセノポン, IV. 7. 4-7
6. ↑  パウサニアス, VIII. 8. 7-9
7. ↑  クセノポン, V. 2. 1-7
8. 1 2  ディオドロス, XV. 19
9. ↑  パウサニアス, III. 5. 9
10. ↑  クセノポン, V. 3. 18-19
11. ↑  クセノポン, V. 3. 20